# Cmentarz Tichwiński
Cmentarz Tichwiński (ros. Тихвинское кладбище) – nekropolia położona w Petersburgu przy Ławrze św. Aleksandra Newskiego, na której spoczywa wiele wybitnych postaci z historii Rosji. 

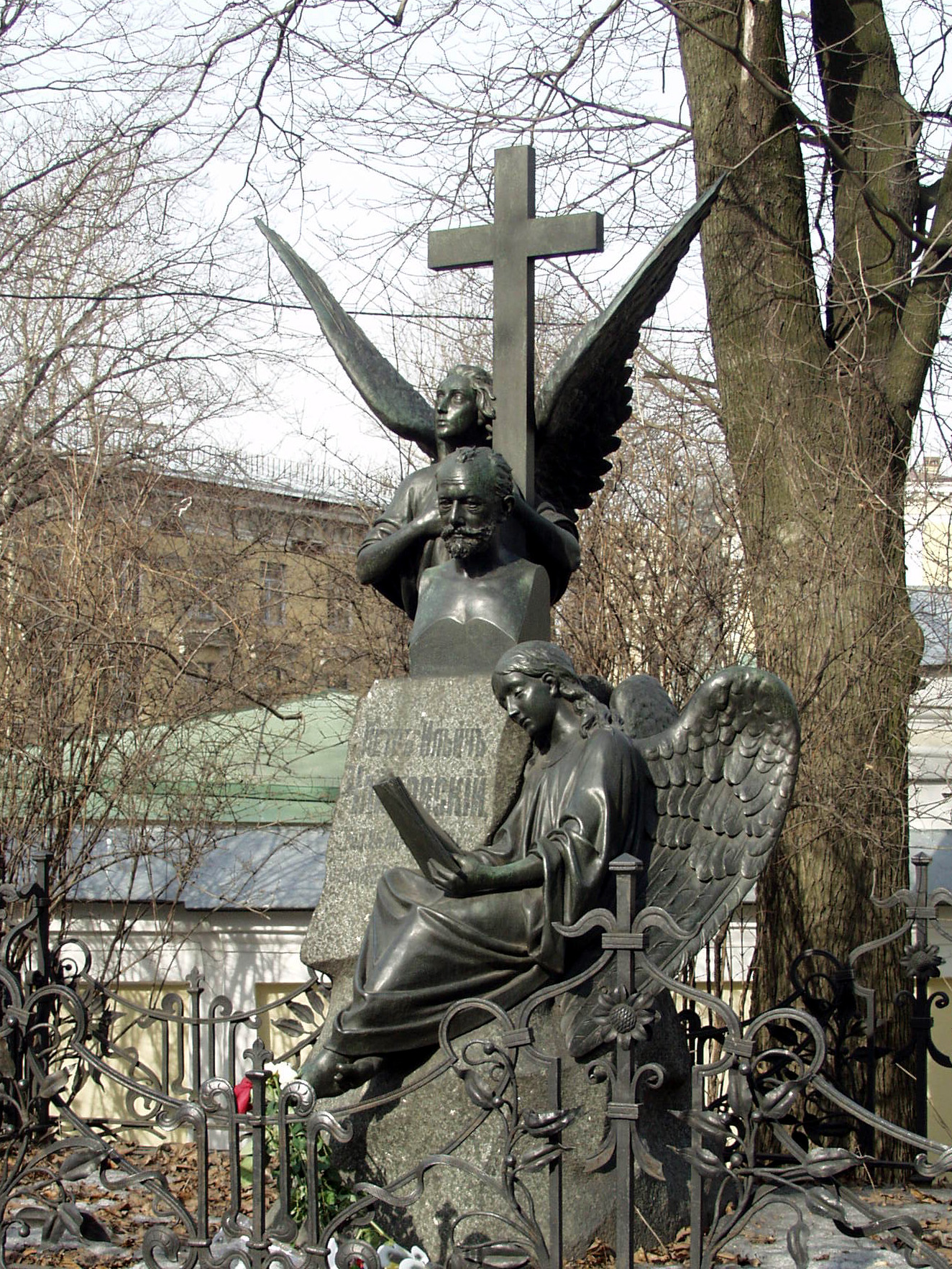
Grób Piotra Czajkowskiego

Cmentarz został założony w 1823 roku, spoczywa tu wielu wybitnych twórców rosyjskich, m.in.:
- Aleksandr Borodin – kompozytor;
- Cezar Cui, kompozytor;
- Fiodor Dostojewski – pisarz;
- Michaił Glinka – kompozytor, autor muzyki do hymnu Rosji z lat 1991–2001;
- Iwan Kryłow – autor bajek;
- Modest Musorgski – kompozytor;
- Nikołaj Rimski-Korsakow – kompozytor;
- Fiodor Strawinski – śpiewak operowy, ojciec Igora;
- Anton Rubinstein – pianista, dyrygent i kompozytor;
- Piotr Czajkowski – kompozytor.

Na cmentarzu specjalnym pomnikiem upamiętniono również postać polskiej pianistki i kompozytorki Marii Szymanowskiej, której oryginalna mogiła nie zachowała się.
Na pobliskim cmentarzu Św. Mikołaja znajdują się groby Anatolija Sobczaka i Galiny Starowojtowej. 

## Galeria nagrobków

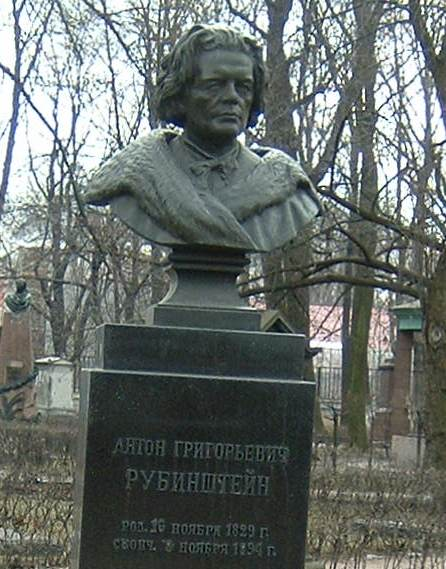
Anton Rubinstein
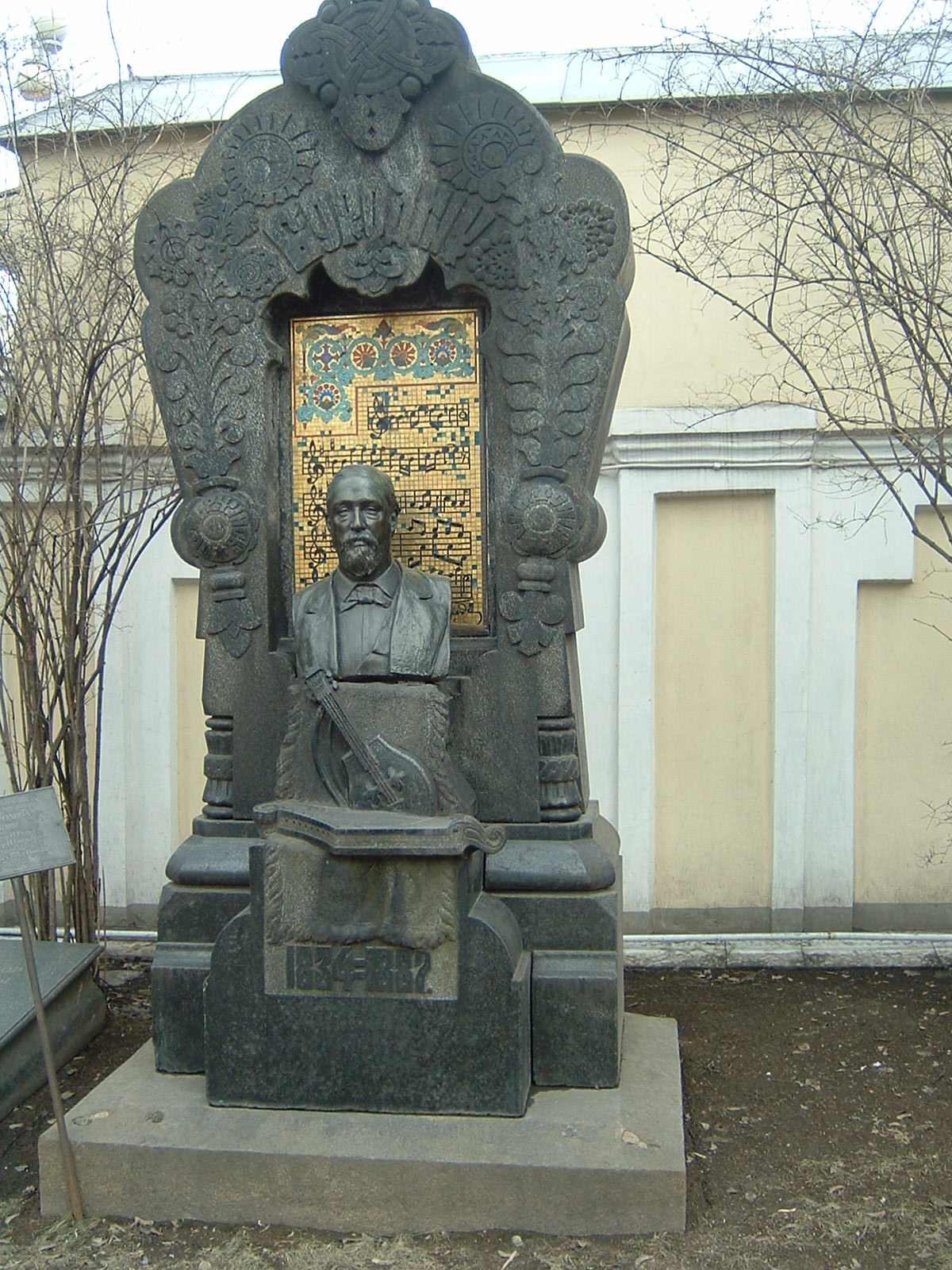
Aleksandr Borodin
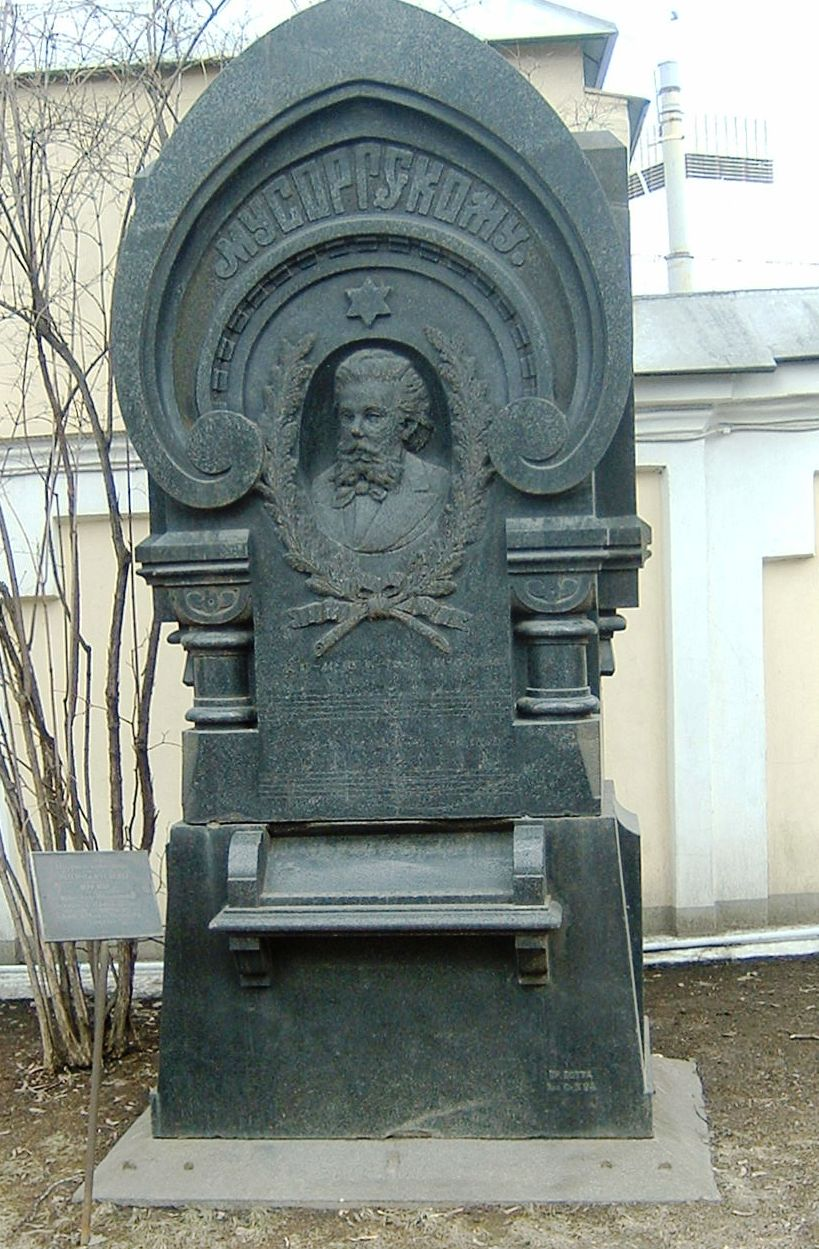
Modest Musorgski
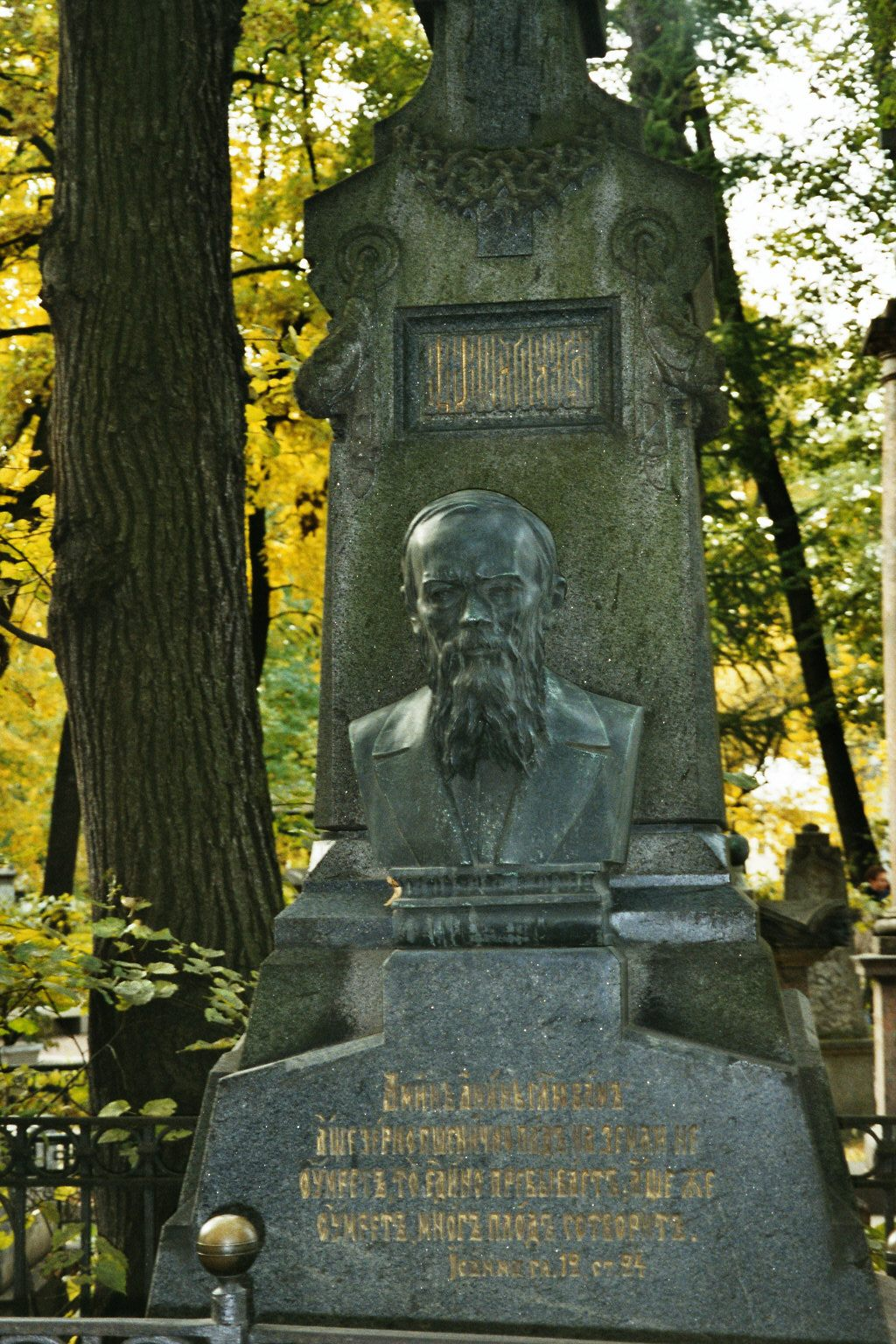
Fiodor Dostojewski
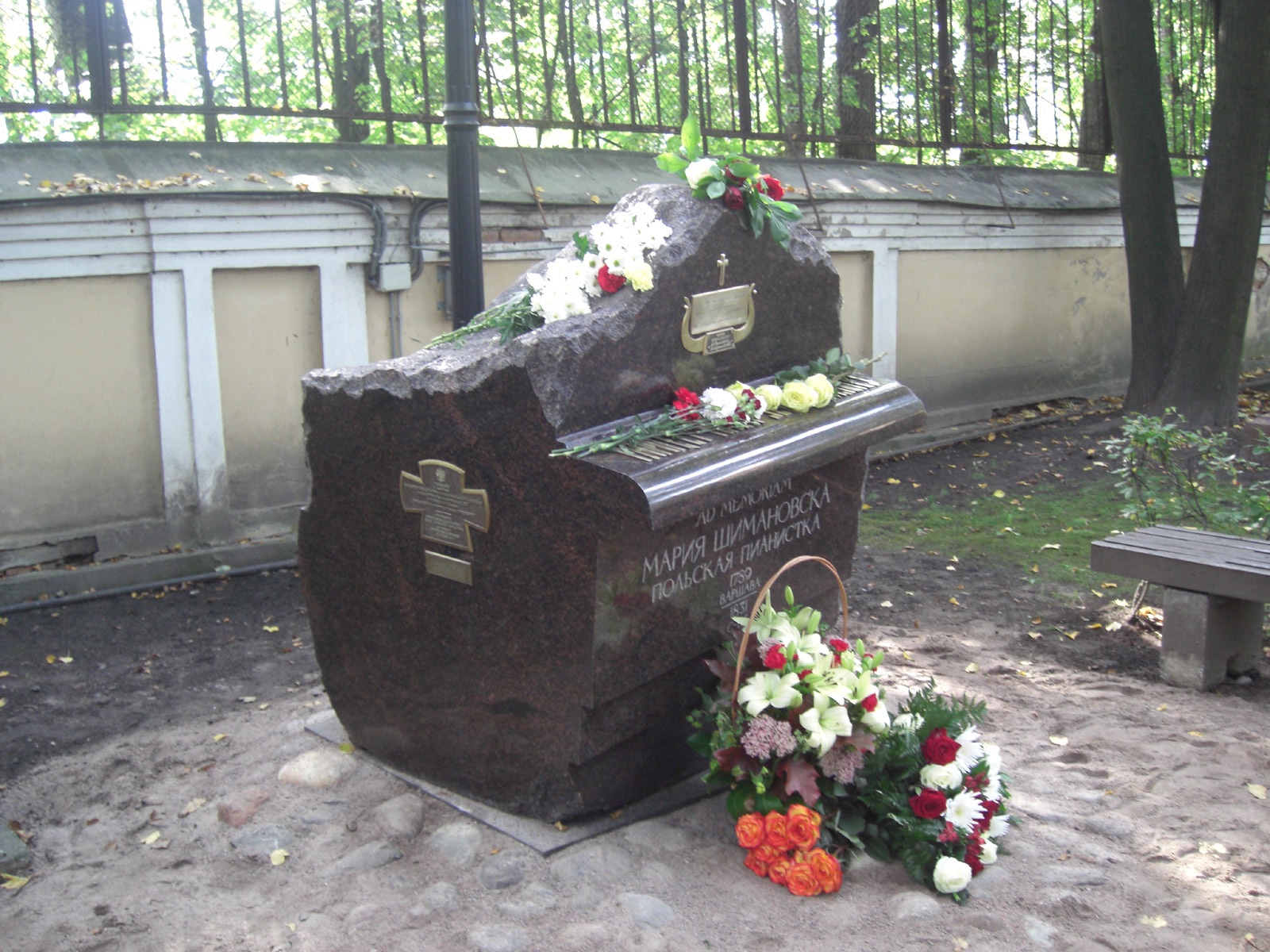
Maria Szymanowska